# Sabacon dhaulagiri
Sabacon dhaulagiri is een hooiwagen uit de familie Sabaconidae.